# Никола де Монтрё
Никола (Николя) де Монтрё (фр. Nicolas de Montreux; ок. 1561, Сабле-сюр-Сарт, Пеи-де-ла-Луар — 1608) — французский писатель

, поэт, драматург, переводчик эпохи Возрождения.

## Биография
Французский дворянин. Родился в семье рекетмейстера. По некоторым данным около 1585 года стал священником.
В 1591 году ему стал покровительствовать герцог Филипп Эммануэль де Меркёр, у которого де Монтрё служил библиотекарем. Участник Религиозных войн во Франции на стороне Католической лиги.
Был арестован и заключён в тюрьму. После освобождения служил при дворе короля Генриха IV.

## Творчество

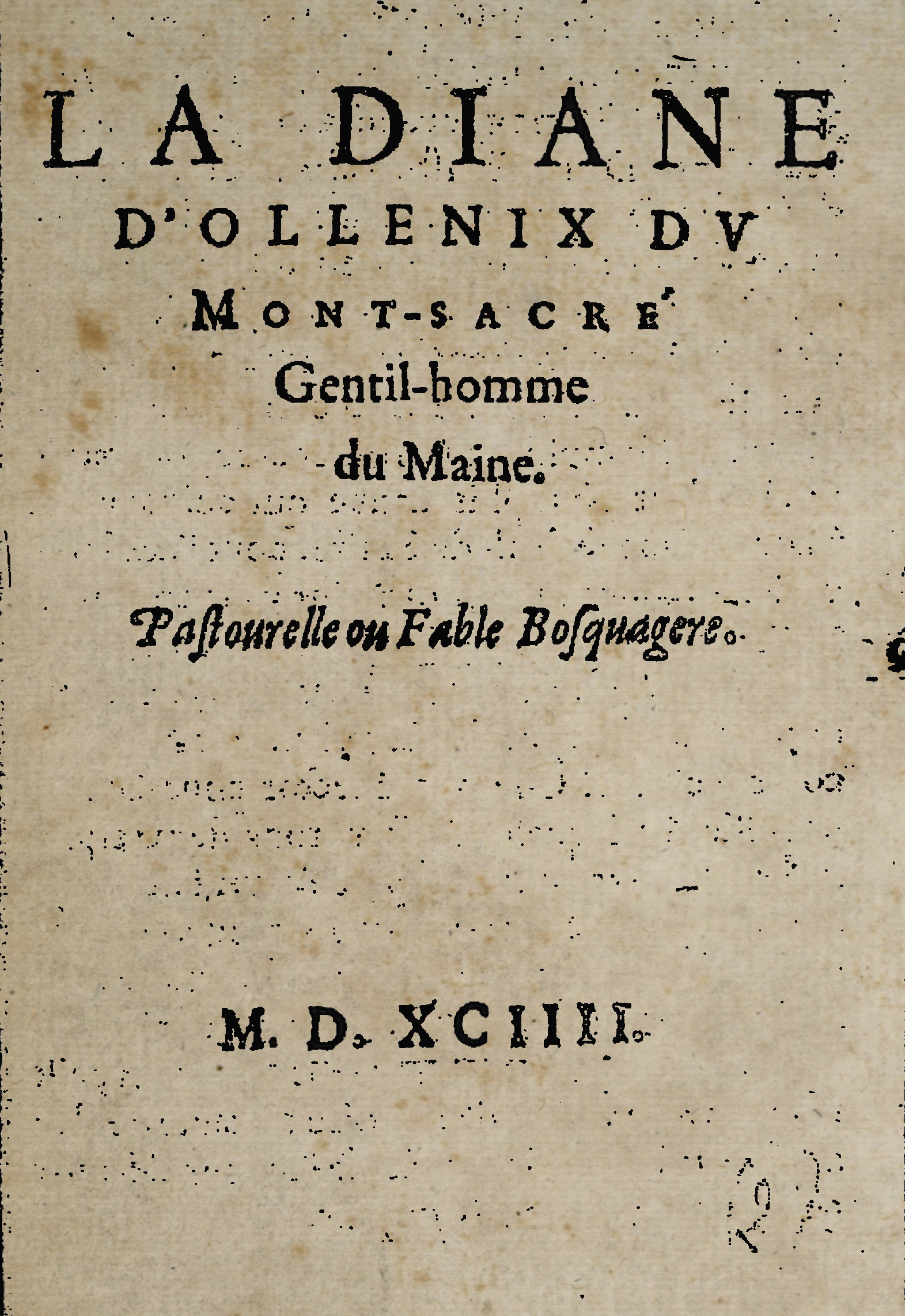
«La Diane»

Никола (Николя) де Монтрё — плодовитый автор, известный также под анаграмматическим псевдонимом Олленикс дю Мон-Сакре («Ollénix du Mont Sacré»).
Дебютировал в возрасте 16 лет, когда было опубликовано первое его произведение, адаптация на французский язык средневекового рыцарского романа «Амадис Гальский».
Монтрё — автор пасторальных и исторических сочинений, романов, поэзии, духовные размышлений, пьес для театра, в которых поднимаются вопросы морали (в частности, целомудрия).
Вместе с Бероальдом де Вервилем Монтрё представлял литературу перехода от двора Валуа и поколения «Плеяд» к двору Бурбонов Генриха IV и барокко. Зарубежный приключенческий роман при них начинает сталкиваться с конкуренцией французских авторов. Бероальд де Вервиль и де Монтрё отказались от традиционных рыцарских сюжетов, заменив их сюжетами древнегреческих произведений (Гелиодора, Лонга и Ахилла Татия).
Оба автора создали ряд оригинальных произведений на французском языке.
Автор произведения в жанре гуманистических трагедий:
- Tragédie du jeune Cyrus (1581)
- Isabelle (1594)
- Cléopâtre (1594)
- La Sophonisbe (1601)

В жанре ренессансной комедии:
- La Joyeuse (1581)
- Joseph le Chaste

## Другие произведения
- Athlette (пасторальный роман, 1585)
- Diane (пасторальный роман, 1592)
- Arimène ou le berger désespéré (пасторальный роман, 1597)

Самым известным произведением де Монтрё стал пасторальный роман «Bergeries du Julliette» в пяти томах (1585—159, написанное под влиянием «Историей молодой девушки» Хорхе де Монтемора и сочинений Лудовико Ариосто и Торквато Тассо, в котором автор использует прозаическую форму, в рамках которой использованы рассказы и истории в стихах. Произведение де Монтрё стало самым значительным пасторальным романом, созданным во Франции до «Л’Астре» Оноре д’Юрфе .